# Milan Lednický
Milan Lednický (* 15. května 1968, Považská Bystrica) je bývalý slovenský fotbalista, útočník. Po skončení aktivní kariéry působí jako hráčský agent, zastupuje mj. Miroslava Stocha.

## Fotbalová kariéra
V československé a české lize hrál za Plastiku Nitra, Inter Bratislava, FK Dukla Banská Bystrica a AFK Atlantik Lázně Bohdaneč. Nastoupil ve 150 utkáních a dal 29 gólů. V nižších soutěžích hrál i za TJ Bohumín a v německé 2. bundeslize za 1. FSV Mainz 05.

## Ligová bilance
| Ročník                                   | Zápasy | Góly | Klub                        |
| ---------------------------------------- | ------ | ---- | --------------------------- |
| 1. československá fotbalová liga 1986/87 | 23     | 6    | Plastika Nitra              |
| 1. československá fotbalová liga 1987/88 | 14     | 3    | Plastika Nitra              |
| 1. československá fotbalová liga 1988/89 | 27     | 7    | Plastika Nitra              |
| 1. československá fotbalová liga 1989/90 | 23     | 3    | Plastika Nitra              |
| 1. československá fotbalová liga 1990/91 | 22     | 3    | Inter Bratislava            |
| 1. československá fotbalová liga 1991/92 | 13     | 2    | FK Dukla Banská Bystrica    |
| 1. československá fotbalová liga 1992/93 | 26     | 5    | FC Nitra                    |
| Corgoň liga 1993/94                      | 20     | 5    | FC Nitra                    |
| Gambrinus liga 1997/98                   | 2      | 0    | AFK Atlantik Lázně Bohdaneč |
| LIGA CELKEM                              | 170    | 34   |                             |